# Національна виборча платформа
Національна виборча платформа[недоступне посилання з липня 2019] — офіційно зареєстроване Всеукраїнське об’єднання, засновниками якої є група підприємств галузі індустрії інформаційно-комунікаційних технологій з України та Канади, за ініціативою студентства і керівництва Київського національного університету імені Тараса Шевченка, при підтримці Міністерства освіти і науки України, яка має на меті практичне впровадження інформаційних технологій з метою реформування виборчого процесу в Україні та впровадження механізмів прямої демократії.

## Місія і мета
Основною метою діяльності Спілки є об’єднання зусиль його членів для сприяння розвитку виборчої демократії в Україні через вдосконалення виборчого законодавства, практики його застосування на основі здобутків розвинутих демократичних країн, новітнього досвіду українського суспільства та підвищення рівня політичної і правової культури громадян України, зокрема, членів виборчих комісій, інших учасників виборчого процесу, розробка та втілення стратегій, що сприяють здійсненню реформи та уніфікації виборчого законодавства, створенню прозорої виборчої системи та електронної виборчої платформи України, яка забезпечить ефективне політичне представництво на місцях, оновлення політичних еліт, розвиток внутрішньопартійної демократії, імплементацію прогресивного європейського досвіду, забезпечить запобігання можливим фальсифікаціям і недопущенню застосування «адміністративного ресурсу», активізації участі студентської молоді у виборчому процесі.
Практичне впровадження стратегії здійснюється при підтримці Міністерства освіти і науки України, за ініціативою студентської ради Київського національного університету ім. Тараса Шевченка, шляхом:
- створення комунікаційного майданчикау з метою ознайомлення студентських кіл з основними засадами проведення політичних виборів та їхнього державного регулювання, мистецтвом менеджменту й політтехнологіям виборчої компанії і кандидатів на виборчі посади, політичних партій та виборчих об’єднань;
- створення електронної виборчої платформи України;
- отримати електронний цифровий підпису у акредитованих центрах сертифікації ключів органів юстиції України, і авторизуватися на порталі BINETRON
- організація навчального процесу участі у виборах через електронну виборчу платформу;
- організація системного аналізу і вивчення громадської думки з метою участі у розробці пропозицій, що сприяють реформуванню та уніфікації виборчого законодавства України;
- розробка та втілення спільних проектів з  Міжнародним фондом виборчих систем (IFES), що сприяють виникненню демократичних виборчих процесів і інститутів в Україні;
- створення громадського інформаційного банку даних про діяльність Організації;
- сприяння підвищенню правової культури та правових знань членів Організації;
- участь у виборчому процесі в порядку, встановленому виборчим законодавством України;
- створення електронної виборчої платформи;
- сприяння імплементації сучасних світових рішень в області виборчої системи;
- забезпечення комплексного довготермінового моніторингу та аналізу виборчого процесу і програмної діяльності політичних партій в Україні, спостереження під час виборів;
- суворе  дотримання чинного законодавства України та конституційних прав громадян;
- проведення інформаційно-роз'яснювальної  роботи про діяльність Організації;
- сприяння всіма засобами зміцненню миру та стабільності в суспільстві;
- представництво в консульствах України в інших державах;
- залучення значних інтелектуальних ресурсів для успішного виконання мети та статутних завдань Організації.

## Технології
BINETRON ® — программно-аппаратная платформа, створена за технологією SaaS & Cloud, що надає користувачам технологічну можливість здійснення власного волевиявлення під час голосування, з використанням електронного цифрового підпису (ЕЦП), відповідно до діючого законодавства України, а також можливість забезпечення прозорого механізму здійснення виборчого процесу. 
Одним з пріоритетних завдань платформи BINETRON ® є практична реалізація можливості проведення виборчих процесів у Вищих навчальних закладах України. Проведення пілотних випробувань платформи BINETRON ® вже на початку 2017 року, спільно з Національним університетом імені Тараса Шевченка, під час проведення внутрішніх виборчих процесів, зможуть надати реальні результати електронних механізмів прямої демократії, що визначить подальшу стратегію розвитку проекту.
Для участі студентів у проекті, їм потрібно звернутись до свого навчального закладу з проханням про надання електронного студентського квитка з електронним цифровим підписом. 
Якщо навчальний заклад щен не підключений до системи BINETRON ® и не є членом Національної виборчої платформи, можна заповнити попередню заявку на Інтернет-сайті[недоступне посилання з липня 2019] Національної виборчої платформи.
Електронний цифровий підпис що використовується в проекті надається акредитованими центрами сертифікації ключів органів юстиції України.

## Членство
Членами (учасниками) Спілки можуть бути юридичні особи приватного права, у тому числі громадські об'єднання зі статусом юридичної особи, фізичні особи, які досягли 18 (вісімнадцять) років та не визнані судом недієздатними. 
Фізичні особи або юридичні особи приватного права, які мають намір вступити в Спілку, подають до Голови Правління письмову заяву.
Подання заяви та документів про вступ до Спілки означає згоду з положенням Статуту та іншими документами Спілки, а також згоду взяти на себе обов’язки члена Спілки, передбачені цим Статутом.
Правління Спілки розглядає подані заяви та документи членів про вступ до Спілки, вихід чи виключення з Спілки протягом 30 календарних днів з дати подачі заяви. Голова Правління розглядає подані заяви та документи асоційованих членів про вступ до Спілки, вихід чи виключення з Спілки протягом 15 календарних днів з дати подачі заяви.

## Керівні органи
Загальні збори членів 
Вищим керівним органом Спілки є Загальні збори членів Спілки (надалі – Загальні збори), що скликаються Головою Правління Спілки не рідше одного разу на 2 (два) роки.
Правління є керівним виконавчим органом Спілки, який здійснює керівництво Спілкою у період між Загальними зборами.
Правління очолює Голова Правління Спілки.
Голова Правління Спілки обирається Загальними зборами членів Спілки з їх числа строком на 5 років.
Контролюючим органом Організації є Наглядова Рада, яка, створюється Загальними зборами членів Спілки на чолі з Головою Наглядової Ради строком на три роки для виконання статутних цілей Спілки.
До складу Наглядової Ради входять члени Спілки, а також можуть входити посадові та службові особи органів державної влади, органів влади Автономної Республіки Крим, органів місцевого самоврядування, посадових осіб Київського національного університету імені Тараса Шевченка, Національного університету "Києво-Могилянська Академія" та інших вищих навчальних закладів України.

## Представництво
Відповідно до п.2.4 Статуту, з метою виконання поставлених завдань Національна виборча платформа, у встановленому законодавством порядку, може мати постійних представників у Верховній Раді України, Кабінеті Міністрів України, інших органах державної влади, органах місцевого самоврядування. 